# (65665) 1986 RP5
1986 أر بي 5 (ويعرف أيضًا باسم (65665) 1986 أر بي 5 وفق تسمية الكوكب الصغير) (بالإنجليزية: 1986 RP5)‏ هو كويكب ضمن حزام الكويكبات؛ وترتيبه 65665 من حيث الاكتشاف.
اكتُشف هذا الجُرم الفلكي بواسطة هنري ديبهون في 9 سبتمبر 1986.

## وصلات خارجية
- (65665) 1986 RP5 في قاعدة بيانات مختبر الدفع النفاث لأجرام النظام الشمسي الصغيرة

- الاكتشاف · مخطط المدار ·  العناصر المدارية · المعلمات المادية

- (65665) 1986 RP5 على موقع ويكي سكاي: DSS2, SDSS, GALEX, IRAS, Hydrogen α, X-Ray, Astrophoto, Sky Map, Articles and images